# Flamri
Flamri – rodzaj francuskiego deseru.
Ten deser przyrządzany jest z jajek, kaszy manny, cukru oraz białego wina.